# Nénéogo
Nénéogo est une localité située dans le département de Dialgaye de la province du Kouritenga dans la région Centre-Est au Burkina Faso.

## Santé et éducation
Le village possède une école primaire publique et un centre permanent d'alphabétisation et de formation (CPAF).